# Campionati del mondo di canottaggio 2007
I Campionati del mondo di canottaggio 2007 si sono disputati tra il 26 agosto e il 2 settembre 2007 presso il Regattastrecke Oberschleißheim di Monaco di Baviera in Germania.

## Medagliere
| Posizione | Paese         |    |    |    | Totale |
| --------- | ------------- | -- | -- | -- | ------ |
| 1         | Gran Bretagna | 3  | 2  | 6  | 11     |
| 2         | Australia     | 3  | 2  | 2  | 7      |
| 3         | Stati Uniti   | 3  | 1  | 1  | 5      |
| 4         | Italia        | 2  | 2  | 2  | 6      |
| 5         | Nuova Zelanda | 2  | 2  | 0  | 4      |
| 6         | Bielorussia   | 2  | 1  | 0  | 3      |
| 7         | Polonia       | 2  | 0  | 2  | 4      |
| 8         | Paesi Bassi   | 2  | 0  | 1  | 3      |
| 9         | Brasile       | 2  | 0  | 0  | 2      |
| 10        | Germania      | 1  | 6  | 3  | 10     |
| 11        | Canada        | 1  | 0  | 3  | 4      |
| 12        | Cina          | 1  | 0  | 2  | 3      |
| 13        | Danimarca     | 1  | 0  | 1  | 2      |
| 14        | Slovenia      | 1  | 0  | 0  | 1      |
| 15        | Francia       | 0  | 4  | 0  | 4      |
| 16        | Romania       | 0  | 1  | 1  | 2      |
| 17        | Bulgaria      | 0  | 1  | 0  | 1      |
| 17        | Rep. Ceca     | 0  | 1  | 0  | 1      |
| 17        | Finlandia     | 0  | 1  | 0  | 1      |
| 17        | Grecia        | 0  | 1  | 0  | 1      |
| 17        | Serbia        | 0  | 1  | 0  | 1      |
| 22        | Estonia       | 0  | 0  | 1  | 1      |
| 22        | Israele       | 0  | 0  | 1  | 1      |
| 22        | Norvegia      | 0  | 0  | 1  | 1      |
| Totale    | Totale        | 18 | 18 | 19 | 55     |

## Podi
| Gara              | Oro | Tempo   | Argento | Tempo   | Bronzo | Tempo   |
| Gare maschili     | |         | |         | |         |
| M1x               | Nuova Zelanda Mahé Drysdale | 6:45.67 | Rep. Ceca Ondřej Synek | 6:46.48 | Norvegia Olaf Tufte | 6:47.58 |
| M2x               | Slovenia Luka Špik (b) Iztok Čop (s) | 6:16.65 | Francia Jean-Baptiste Macquet (b) Adrien Hardy (s) | 6:16.93 | Estonia Tõnu Endrekson (b) Jüri Jaanson (s) | 6:18.32 |
| M4x               | Polonia Konrad Wasielewski (b) Marek Kolbowicz (2) Michał Jeliński (3) Adam Korol (s) | 5:49.42 | Francia Jean-David Bernard (b) Cédric Berrest (2) Jonathan Coeffic (3) Julien Bahain (s) | 5:50.95 | Germania René Bertram (b) Karsten Brodowski (2) Hans Gruhne (3) Robert Sens (s) | 5:52.40 |
| M2+               | Polonia Dawid Paczes (b) Lukasz Kardas (s) Daniel Trojanowski (c) | 7:00.10 | Italia Francesco Gabriele (b) Valerio Massimo (s) Gianluca Barattolo (c) | 7:01.84 | Canada Kristopher McDaniel (b) Derek O'Farrell (s) Brian Price (c) | 7:02.94 |
| M2-               | Australia Drew Ginn (b) Duncan Free (s) | 6:24.89 | Nuova Zelanda Nathan Twaddle (b) George Bridgewater (s) | 6:30.19 | Gran Bretagna Colin Smith (b) Matthew Langridge (s) | 6:31.06 |
| M4+               | Stati Uniti Matthew Deakin (b) Daniel Beery (2) Samuel Burns (3) Christopher Liwski (s) Edmund del Guercio (c)                                                                                      | 6:10.36 | Serbia Marko Marjanović (b) Jovan Popović (2) Goran Jagar (3) Matthias Flach (s) Saša Mimić (c) | 6:11.17 | Germania Florian Mennigen (b) Stephan Koltzk (2) Philipp Naruhn (3) Matthias Flach (s) Martin Sauer (c)                                                                                   | 6:12.49 |
| M4-               | Nuova Zelanda Carl Meyer (b) James Dallinger (2) Eric Murray (3) Hamish Bond (s) | 5:54.24 | Italia Carlo Mornati (b) Alessio Sartori (2) Niccolò Mornati (3) Lorenzo Carboncini (s) | 5:55.15 | Paesi Bassi Geert Cirkel (b) Matthijs Vellenga (2) Jan-Willem Gabriëls (3) Gijs Vermeulen (s)                                                                                             | 5:55.49 |
| M8+               | Canada Kevin Light (b) Ben Rutledge (2) Andrew Byrnes (3) Jake Wetzel (4) Malcolm Howard (5) Dominic Seiterle (6) Adam Kreek (7) Kyle Hamilton (s) Brian Price (c)                                  | 5:34.92 | Germania Jörg Diessner (b) Florian Eichner (2) Ulf Siemes (3) Jan Tebrügge (4) Sebastian Schulte (5) Thorsten Engelmann (6) Philipp Stüe (7) Bernd Heidicker (s) Peter Thiede (c)                     | 5:37.19 | Gran Bretagna Tom James (b) Tom Stallard (2) Tom Lucy (3) Tom Solesbury (4) Josh West (5) Richard Egington (6) Robin Bourne-Taylor (7) Alastair Heathcote (s) Acer Nethercott (c)         | 5:37.95 |
| LM1x              | Nuova Zelanda Duncan Grant | 6:53.89 | Italia Lorenzo Bertini | 6:57.43 | Paesi Bassi Jaap Schouten | 6:58.81 |
| LM2x              | Danimarca Mads Rasmussen (b) Rasmus Quist (s) | 6:24.21 | Grecia Dimitrios Mougios (b) Vasileios Polymeros (s) | 6:25.89 | Gran Bretagna Zac Purchase (b) Mark Hunter (s) | 6:26.92 |
| LM4x              | Italia Leonardo Pettinari (b) Daniele Gilardoni (2) Luca Moncada (3) Daniele Danesin (s) | 6:01.70 | Francia Rémi Di Girolamo (b) Pierre-Étienne Pollez (2) Maxime Goisset (3) Fabien Dufour (s) | 6:02.94 | Gran Bretagna Simon Jones (b) Robert Williams (2) Chris Bartley (3) Dave Currie (s) | 6:03.83 |
| LM2-              | Italia Andrea Caianiello (b) Armando Dell'Aquila (s) | 6:38.00 | Germania Jochen Kuehner (b) Martin Kuehner (s) | 6:39.43 | Australia Ross Brown (b) Michael McBryde (s) | 6:42.05 |
| LM4-              | Gran Bretagna Richard Chambers (b) James Lindsay-Fynn (2) Paul Mattick (3) James Clarke (s) | 6:16.21 | Francia Franck Solforosi (b) Jeremy Pouge (2) Jean-Christophe Bette (3) Fabien Tilliet (s) | 6:17.43 | Italia Jiri Vlcek (b) Catello Amarante I (2) Salvatore Amitrano (3) Bruno Mascarenhas (s)                                                                                                 | 6:17.49 |
| LM8+              | Paesi Bassi Tom van den Broek (b) Pieter Bottema (2) Wolter Blankert (3) Dennis Beemsterboer (4) Maarten Tromp (5) Arnoud Greidanus (6) Alwin Snijders (7) Marshall Godschalk (s) Peter Wiersum (c) | 5:42.06 | Germania Matthias Schömann-Finck (b) Jost Schömann-Finck (2) Martin Rückbrodt (3) Ole Rückbrodt (4) Bjorern Steinfurth (5) Matthias Veit (6) Lutz Ackermann (7) Joel El-Qalqili (s) Felix Erdmann (c) | 5:44.52 | Italia Luigi Scala (b) Giorgio Tuccinardi (2) Livio La Padula (3) Salvatore Di Somma (4) Michele Savrie (5) Dario Cesarola (6) Nicola Moriconi (7) Fabrizio Gabriele (s) Andrea Lenzi (c) | 5:46.33 |
| Gare femminili    | |         | |         | |         |
| W1x               | Bielorussia Ekaterina Karsten-Khodotovitch | 7:26.52 | Bulgaria Rumyana Neykova | 7:27.91 | Stati Uniti Michelle Guerette | 7:28.48 |
| W2x               | Cina Qin Li (b) Liang Tian (s) | 6:54.38 | Nuova Zelanda Georgina Evers-Swindell (b) Caroline Evers-Swindell (s) | 6:57.72 | Gran Bretagna Elise Laverick (b) Anna Bebington (s) | 6:57.74 |
| W4x               | Gran Bretagna Annabel Vernon (b) Debbie Flood (2) Frances Houghton (3) Katherine Grainger (s) | 6:30.81 | Germania Kathrin Boron (b) Manuela Lutze (2) Britta Oppelt (3) Stephanie Schiller (s) | 6:32.02 | Cina Bin Tang (b) Aihua Xi (2) Ziwei Jin (3) Guixin Feng (s) | 6:33.91 |
| W2-               | Bielorussia Yuliya Bichyk (b) Natallia Helakh (s) | 7:06.56 | Germania Nicole Zimmermann (b) Elke Hipler (s) | 7:07.99 | Romania Georgeta Damian-Andrunache (b) Viorica Susanu (s) | 7:08.87 |
| W4-               | Stati Uniti Portia McGee (b) Erin Cafaro (2) Rachel Jeffers (3) Megan Dirkmaat (s) | 6:37.94 | Germania Nina Wengert (b) Nadine Schmutzler (2) Kerstin Naumann (3) Silke Guenther (s) | 6:40.36 | Australia Phoebe Stanley (b) Katelyn Gray (2) Emily Martin (3) Victoria Roberts (s) | 6:43.03 |
| W8+               | Stati Uniti Brett Sickler (b) Lindsay Shoop (2) Anna Goodale (3) Samantha Magee (4) Anna Mickelson (5) Zsuzsanna Francia (6) Caroline Lind (7) Caryn Davies (s) Mary Whipple (c)                    | 6:17.20 | Romania Rodica Șerban (b) Viorica Susanu (2) Simona Mușat (3) Ana Maria Apachitei (4) Aurica Bărăscu (5) Ioana Papuc (6) Georgeta Damian-Andrunache (7) Doina Ignat (s) Elena Georgescu-Nedelc (c)    | 6:18.33 | Gran Bretagna Carla Ashford (b) Baz Moffat (2) Alice Freeman (3) Louisa Reeve (4) Natasha Howard (5) Alison Knowles (6) Katie Greves (7) Jessica-Jane Eddie (s) Caorline O'Connor (c)     | 6:19.66 |
| LW1x              | Paesi Bassi Marit van Eupen | 7:38.02 | Stati Uniti Jennifer Goldsack | 7:39.59 | Canada Melanie Kok | 7:45.24 |
| LW2x              | Australia Amber Halliday (b) Marguerite Houston (s) | 7:07.18 | Finlandia Sanna Stén (b) Minna Nieminen (s) | 7:07.41 | Danimarca Katrin Olsen (b) Juliane Rasmussen (s) Germania Berit Carow (b) Marie-Louise Draeger (s)                                                                                        | 7:08.97 |
| LW4x              | Australia Bronwen Watson (b) Miranda Bennett (2) Alice McNamara (3) Tara Kelly (s) | 6:35.97 | Gran Bretagna Sophie Hosking (b) Laura Greenhalgh (2) Mathilde Pauls (3) Jane Hall (s) | 6:38.78 | Cina Jing Liu (b) Jing Jia (2) Hua Yu (3) Shimin Yan (s) | 6:40.32 |
| Gare per disabili | |         | |         | |         |
| AM1x              | Gran Bretagna Tom Aggar | 5:13.13 | Australia Dominic Monypenny | 5:14.72 | Israele Eli Nawi | 5:15.04 |
| AW1x              | Brasile Claudia Santos | 5:57.58 | Bielorussia Liudmila Vauchok | 5:58.57 | Polonia Martyna Snopek | 6:08.54 |
| TA2x              | Brasile Lucas Pagani (b) Josiane Lima (s) | 4:10.69 | Australia John MacLean (b) Kathryn Ross (s) | 4:13.24 | Polonia Piotr Majka (b) Yolanta Pawlak (s) | 4:16.74 |
| LTAMX4+           | Germania Kathrin Wolff (b) Marcus Klemp (2) Michael Sauer (3) Susanne Lackner (s) Arne Maury (c) | 3:34.99 | Gran Bretagna Victoria Hansford (b) Alan Crowther (2) Alastair McKean (3) Naomi Riches (s) Alan Sherman (c)                                                                                           | 3:36.19 | Canada Anthony Theriault (b) Scott Rand (2) Meghan Montgomery (3) Victoria Nolan (s) Laura Comeau (c)                                                                                     | 3:37.19 |